# 雅葆轩
芜湖雅葆轩电子科技股份有限公司（英語：Wuhu Yabosion Electronic Technology Co.,Ltd.；北交所：870357，简称：雅葆轩），是中国北京证券交易所的一家上市公司，主要从事电子产品研发、生产、销售，主要产品和服务为PCBA电子产品线路板。
公司前身为2011年7月成立的雅葆轩有限，由自然人胡啸宇、胡啸天出资设立。2015年整体变更为股份公司并更为现名。2016年在全国中小企业股份转让系统挂牌。2022年11月18日在北京证券交易所上市，是芜湖市首家在北交所上市的企业。
2022年，公司实现营业收入2.37亿元，同比增长23.19%；实现净利润5833.22万元，同比增长24.7%。